# Rough Trade Distribution

Logo von Rough Trade Distribution

Die Rough Trade Distribution GmbH (RTD) ist ein in Deutschland ansässiger Musikvertrieb. Er wurde 1982 mit anfänglich sechs Mitarbeitern als deutsche Dependance des englischen Musiklabels Rough Trade gegründet.

## Geschichte
Als deutsche Dependance des englischen Labels Rough Trade spezialisierte man sich unter der Leitung der Geschäftsführer Kurt Thielen und Heino Drecker zu Anfang auf den Vertrieb britischer Independent-Musik in Deutschland. In diese Zeit fiel der Vertrieb von Veröffentlichungen von Bands wie Joy Division, New Order, The Smiths oder den Sugarcubes. 
Nach dem Konkurs der englischen Mutter-Firma im Jahr 1991 kaufte Pinnacle Entertainment, das damals größte britische Independent-Label, die Firma Rough Trade Distribution. Mit deren Hilfe wurden neue Kontakte geschlossen und der Vertriebsbereich weiter ausgebaut. Seit Beginn der 1990er Jahre schließen sich zudem auch immer mehr unabhängige deutsche Labels dem Rough Trade-Vertrieb an. 

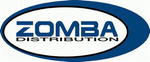
Logo von Zomba Distribution

1996 erwarb die Zomba Music Group Pinnacle Entertainment und in diesem Zuge auch Rough Trade Distribution. Dadurch wird die Firma für den Vertrieb von Musikern und Bands wie den Backstreet Boys, Britney Spears oder R.Kelly zuständig und änderte seinen Namen in Zomba Distribution. Im Jahr 2001 entschloss sich Clive Calder dazu, aus dem Musikgeschäft auszusteigen und verkaufte das Unternehmen Zomba an die BMG/Bertelsmann AG. In diesem Zuge übernahm im Jahr 2003 Arvato, der Logistikzweig des Bertelsmann-Konzerns, den deutschen Independent-Vertrieb, der nun wieder unter dem Namen Rough Trade Arvato firmierte und seine Arbeit am Standort Herne fortsetzen konnte. 2004, als sich Sony Records und Bertelsmann Music Group zu Sony BMG vereinigten, wurde die Bezeichnung Rough Trade Distribution wieder aktiviert.

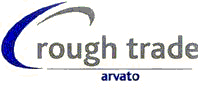
Ehemaliges Logo von Rough Trade Arvato

Die Firmenkonstellation veränderte sich erneut im Jahr 2008, als der Vertriebsbereich an die Firma Groove Attack GmbH veräußert wurde und der Bereich Logistik bei der Bertelsmann AG verblieb.
Die beiden Independent-Vertriebsfirmen Rough Trade Distribution und Groove Attack gründeten im selben Jahr die GoodToGo GmbH mit gemeinsamem Standort in Köln, wodurch die Services im digitalen und weltweiten Vertrieb weiter ausgebaut wurden.